# Chimère (génétique)
Pour les articles homonymes, voir Chimère.

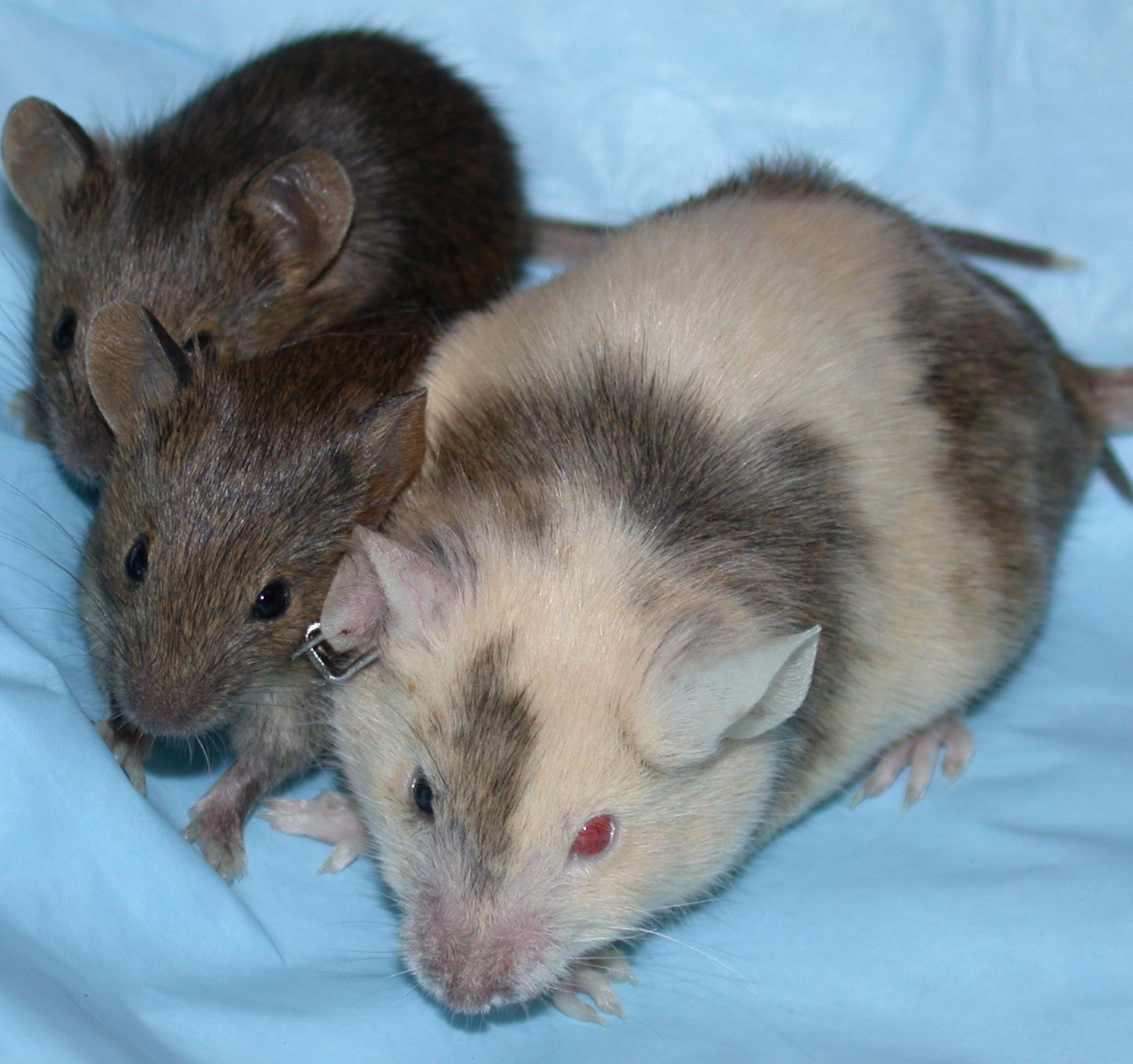
Une souris chimérique avec ses petits.

En génétique, une chimère est un organisme formé d'au moins deux populations de cellules génétiquement distinctes.
La chimère peut être issue de reproduction sexuée, et résulte alors généralement d'une double ou multiple fécondation, créant plusieurs zygotes (cellules-œufs). Chaque population de cellules conserve son propre caractère génétique, si bien que l'organisme résultant est une combinaison de tissus ou organes de différents types cellulaires, néanmoins compatibles. La chimère peut également résulter d'une reproduction végétative, par greffage.
Le terme de chimère fait référence aux créatures chimériques de la mythologie. Il est employé dans son sens biologique depuis 1944.

## Dans le règne animal

### Chez l'être humain

#### Chimérisme complet
Le phénomène de chimérisme complet est extrêmement rare chez l'être humain mais pas totalement impossible. Moins d'une centaine de cas sont décrits dans la littérature médicale.
Les chimères n'apparaissent donc qu'à l'occasion de grossesses gémellaires, beaucoup plus fréquentes à la suite de l'utilisation de médicaments pour améliorer la fertilité et à la procréation médicalement assistée.[réf. nécessaire]
Peu après une double fécondation, qui aurait dû entraîner la naissance de deux jumeaux dizygotes, il arrive que les deux œufs se retrouvent au même endroit et fusionnent. Le développement d'un seul embryon continue normalement. Le fœtus possèdera ainsi certaines parties du corps avec un génotype donné et le reste caractérisé par un génotype différent, mais similaire à celui d'un proche parent.
Une femme devait subir une transplantation du rein et les analyses effectuées sur un de ses fils montraient qu'elle ne pouvait être sa mère. Une étude plus poussée permit de découvrir qu'elle possédait des ovaires avec deux génomes. Et elle possédait un génotype spécifique pour sa tête alors que son tronc était génétiquement différent. De même, Lydia Fairchild a été poursuivie pour avoir sollicité une pension alimentaire alors que les tests génétiques lui refusaient le statut de mère biologique de l'enfant qu'elle portait.
Les chimères humaines peuvent présenter des lignes de Blaschko.

#### Chimérisme hématopoïétique
Le chimérisme n'est pas forcément aussi intriqué et peut ne porter que sur certaines lignées cellulaires, en particulier hématopoïétiques, les deux jumeaux étant parfaitement distincts, par opposition aux frères siamois. S'il y a contact et connexion circulatoire au niveau des placentas, nous pouvons observer une greffe de cellules souches chez les jumeaux, ou plus fréquemment, chez l'un d'eux seulement. Ce chimérisme est constaté fortuitement lors d'une détermination de groupe sanguin (ABO, RH, KEL) qui met en évidence la présence d'une double population cellulaire, les deux populations ayant des groupes différents. Il y a tolérance immunitaire parfaite, sans aucune conséquence clinique. Ces cas, qui sont moins exceptionnels et dont les premiers ont été décrits il y a plus de cinquante ans, peuvent faire conclure à de fausses exclusions de maternité ou de paternité lorsque l'expertise est effectuée sur prélèvements sanguins, le génome déterminé sur le sang circulant étant différent du génome des gonades. Dans ce cas, l'expertise effectuée en biologie moléculaire sur frottis jugal évite ou rectifie l'erreur.

#### Microchimérisme
Le microchimérisme consiste en la présence de cellules étrangères chez un hôte. Il est décrit essentiellement comme transfert de cellules fœtales dans l'organisme maternel ou de cellules maternelles dans l'organisme fœtal. Les raisons de la tolérance de ces cellules dans un organisme étranger ne sont pas entièrement claires, mais la recherche actuelle suggère qu'il s'agit de mécanismes de protection de la progéniture. 
Selon la recherche la plus récente de février 2019, des cellules souches migrent du lait maternel vers le cerveau du bébé, avec le même objectif à savoir protéger la progéniture et renforcer le système immunitaire. 
Le microchimérisme pourrait être responsable de certaines maladies. Il existe une corrélation entre la présence de microchimérisme et les maladies auto-immunes, pas aucune causalité n'a encore été prouvée.

### Chez les autres mammifères
Les ouistitis sont très souvent chimériques entre fratries.
On rencontre aussi des chimères interspécifiques (entre espèces différentes). Le plus souvent ces espèces sont proches, avec en particulier les chimères souris-rat et mouton-chèvre. Les mouton-chèvre sont stériles, les souris-rat aboutissent à la disparition des cellules de rat. Des chimères d'espèces très proches peuvent être fertiles (espèces de souris Mus musculus et M. caroli). Les hybrides mouton-chèvre sont des chabins ou ovicapres. Les produits issus de la fécondation artificielle sont des chimères chèvre-mouton.

### Chez les arthropodes

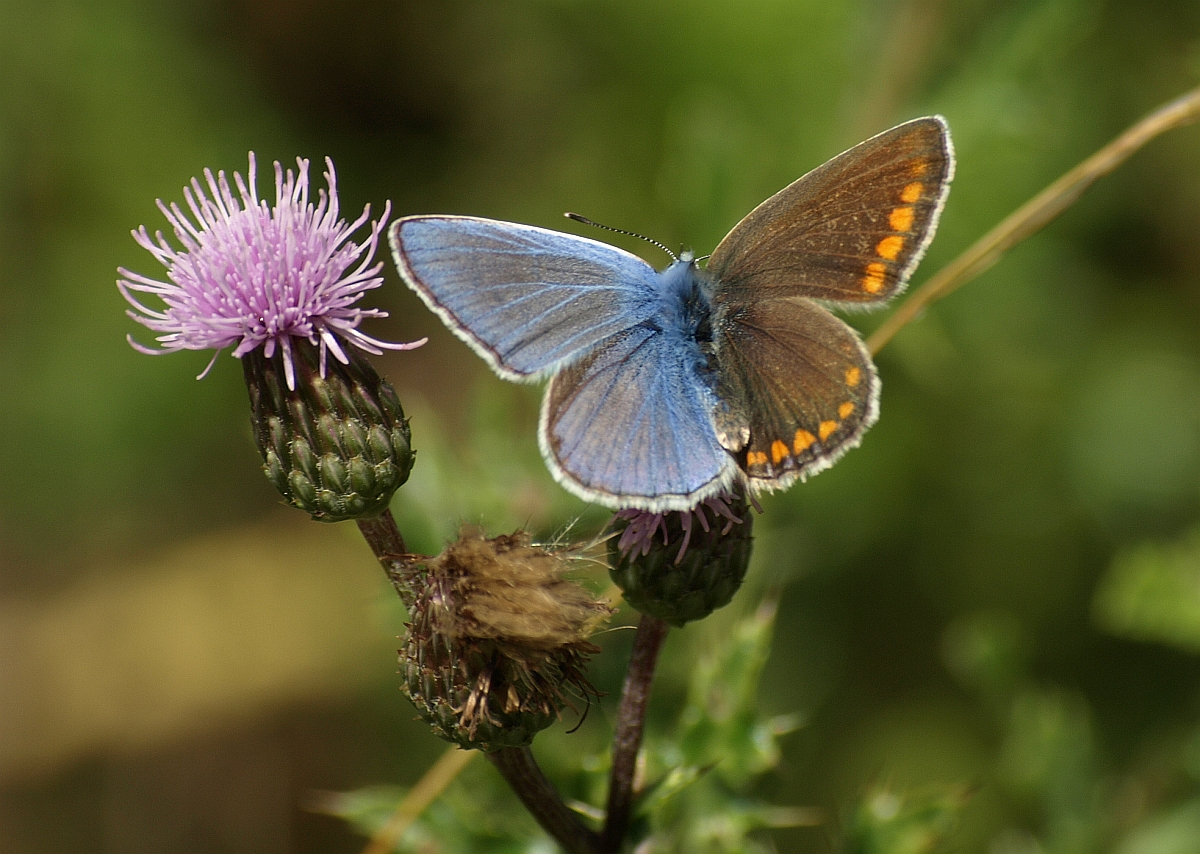
Gynandromorphisme chez le papillon Argus bleu.

Le gynandromorphisme est une forme de chimérisme qui donne des animaux dont une moitié est mâle et l'autre femelle. Ce phénomène est notamment bien visible chez les insectes qui présentent un dimorphisme sexuel important.
Le chimérisme est normalement un accident génétique mais on a découvert en 2023 un cas de chimérisme systématique, chez Anoplolepis gracilipes (la Fourmi folle jaune). Alors que les mâles des fourmis sont normalement des individus haploïdes, issus d'œufs non fécondés, chez A. gracilipes ils se développent à partir d'œufs fécondés dans lesquels les noyaux parentaux se divisent indépendamment, sans syngamie : ils sont bien haploïdes mais ce sont des chimères constituées de deux types de cellules, ne comportant que du matériel génétique maternel ou paternel. A. gracilipes perpétue ainsi deux lignages génétiques distincts, notés R et W. Les cellules R sont majoritaires dans les tissus du mâle, et les cellules W dans son sperme,.

## Dans le règne végétal

### Curiosités horticoles

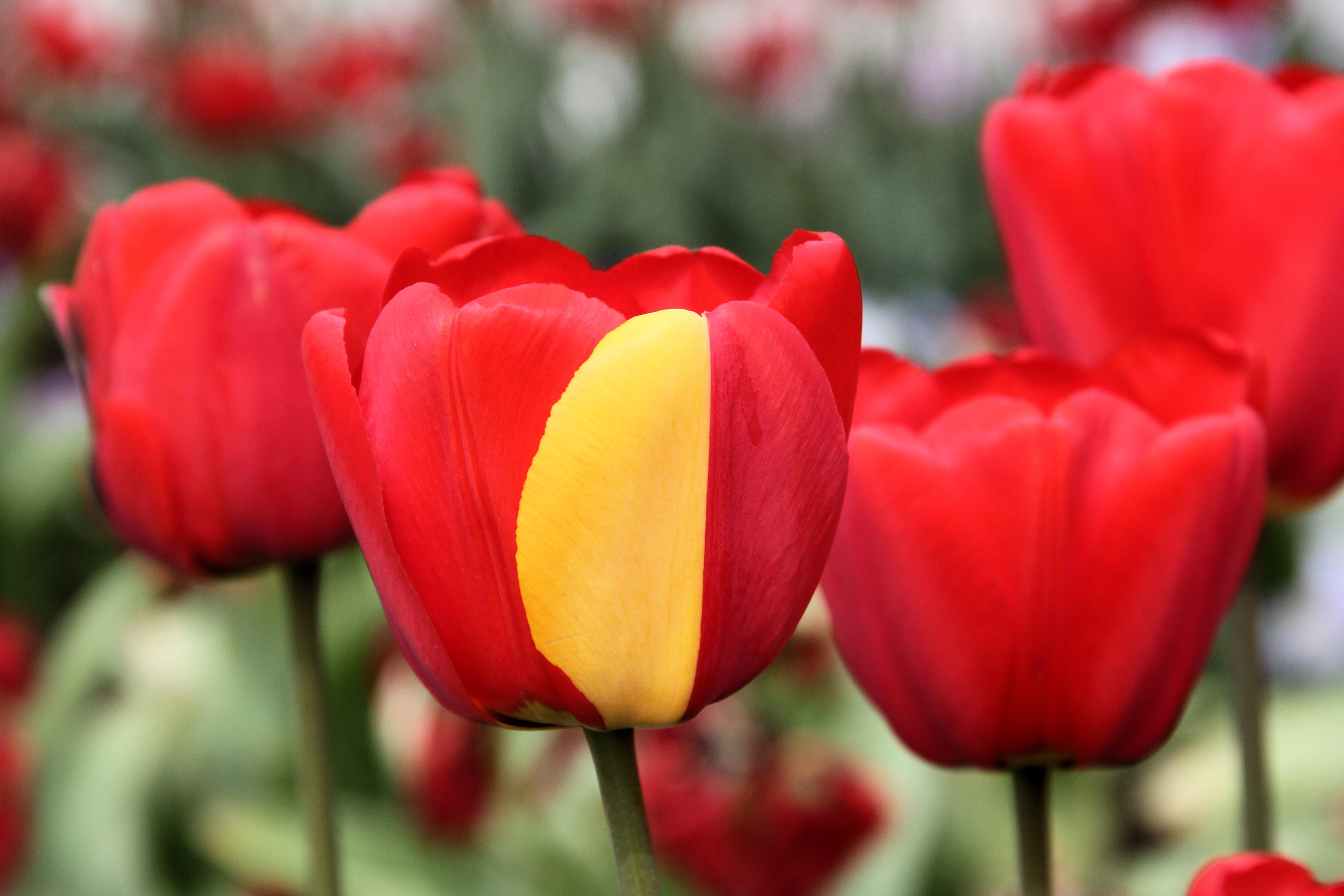
Tulipe mutante, avec un demi-pétale jaune.

Micheline Demont définit ainsi les chimères végétales «Deux types génétiquement différents, croissant côte à côte dans une même plante forment une chimère». Le changement génétique intervient dans une cellule ou un groupe de cellules, il provoque généralement des panachures, des différences de pigmentation des secteurs hétérogènes chez les fruits, les caractères des deux parents restent bien distincts sur la plante ou partie de plante chimère. 
Chez les agrumes le Bigaradier Bizzaria est une chimère reproduite pour sa valeur décorative, les états chiméraux, défavorables à la propagation sont normalement exclus de la production fruitières à cause de leur instabilité: «Le Citrus Bizzaria qui se montra en 1644, dans un semis d'Orangers, porte sur le même pied, et souvent sur la même branche, des Oranges, des Citrons, des Limons et des fruits intermédiaires» écrit A. Bellynck. Kobayashi mikan (habituellement appelée orange de Mié, orange Ichiki) est une chimère qui mélange des gènes de Natsudaidai et de satsuma et donne 3 allèles. C'est une des rares chimère cultivée pour la consommation du fruit. Les chimères ne sont pas rares chez les agrumes. Les pommiers greffés donnent parfois des fruits chimères dont l'apparence est une juxtaposition de deux cultivars de pomme dans le même fruit. Le Pinot et les Traminer donne facilement des grappes chimériques panachées.

### Greffage

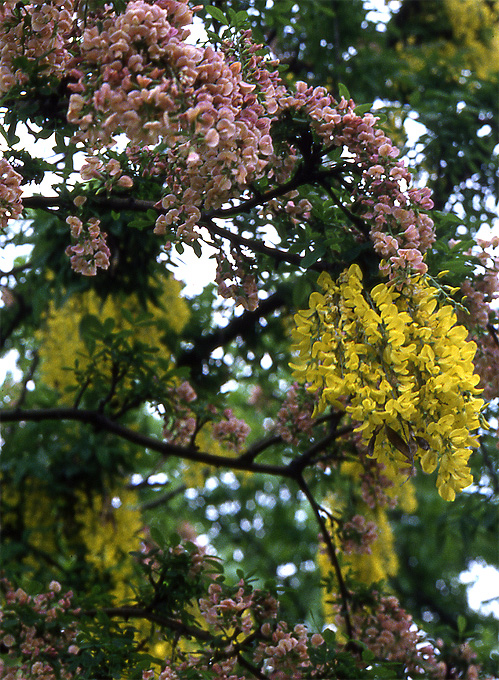
Laburnocytisus, une chimère mêlant Laburnum anagyroides et Chamaecytisus purpureus.

Le greffage conduit à la production d'une chimère végétale. En effet, les cellules du porte-greffe et celles du (ou des) greffon(s) disposent de leur génome distinct, et cohabitent au sein d'un même organisme. Un génome peut être associé à un organe, par exemple dans le cas de la vigne : les racines sont celles d'une vigne américaine, résistante au phylloxéra, tandis que les parties aériennes sont celles d'un cépage reconnu pour les qualités organoleptiques de sa production.
Un végétal greffé ne peut pas se reproduire à l'identique par voie sexuée. Ainsi, dans l'exemple précédent, la floraison du greffon permettra à celui-ci de produire des ovules et du pollen contenant sa propre information génétique mais pas celle de son porte-greffe.

## Génie génétique et génomique
- La « chimèraplastie » (« chiméraplastie » ou génoplastie), dans le domaine de la génomique est la réparation ou le changement, via une «chimère ADN-ARN» d'un court segment d'ADN ou d'un gène ciblé, au niveau d'un seul nucléotide, ou de quelques nucléotides d'un gène, sans affecter physiquement le reste du génome ni modifier le fonctionnement normal des protéines et des cellules. Elle vise à « assurer la guérison sans nécessité d’un traitement prolongé puisqu’elle a pour objet de corriger définitivement la mutation »[22].
- Trois domaines utilisent ces techniques :
  - la thérapie génique (réparation d'« erreurs » génétiques impliquées dans certaines maladies). En hybridant à une zone mutée, un oligonucléotide chimérique, ce dernier peut activer des systèmes de réparation spécifique, via des enzymes naturellement produits au sein de la cellule, qui corrigent la mutation (méthode est en cours d’évaluation en expérimentation pré-clinique[23]) ;
  - l'agro-industrie, pour des produits agroindustriels basés sur des caractères ciblés de certaines plantes ;
  - la recherche génomique par l'emploi de modèles animaux.
- Le Protocole de Carthagène sur la Biosécurité ne considère pas ce type de modification génétique comme produisant des OGM.
- La chimère est différente de l'hybride. L'hybride fait cohabiter des chromosomes de différentes origines (lignées, populations, espèces ou genres différents) au sein d'un même génome, tandis que la chimère fait cohabiter des génomes différents au sein d'un même organisme.
- La chimère est également différente de l'organisme transgénique. Le transgène et le génome d'origine cohabitent au sein d'un nouveau génome, qui est identique pour toutes les cellules de l'individu transformé (sauf si celui-ci est lui-même chimérique, par exemple, si c'est un végétal greffé).
- En biologie développementale, l'utilisation de chimères a permis des avancées majeures pour la compréhension de la formation de la crête neurale, avec le développement en 1969 par Nicole Le Douarin, d'une technique originale de visualisation de la différenciation et de la migration des cellules embryonnaires, la fusion d'embryons chimériques caille-poulet. Cette approche a permis des avancées cruciales dans la connaissance des systèmes nerveux et immunologique.
- En mai 2007, le gouvernement britannique a donné son autorisation à la création de chimères d'humain et d'animal, in vitro, dans le cadre de recherches scientifiques. Ce sont des équipes impliquées dans les recherches sur les cellules souches qui souhaitent travailler sur de tels organismes. En pratique, des noyaux de cellules humaines sont placés au sein d'ovocytes animaux, lapins ou bovins, par exemple[24].
- En 2019, le gouvernement japonais autorise le chercheur Hiromitsu Nakauchi à créer des chimères d'humain et d'animal, in vivo, en implantant des cellules humaines dans des embryons d’animaux[25].